# プレブス民会
プレブス民会（ラテン語: Concilium Plebis）は、古代ローマ社会において行政に関わった民会のひとつ。日本語では「平民会」と訳される。なお、プレブス民会の投票単位は各個人ではなく、トリブス民会と同じく各トリブスごとに一票である。トリブス内での多数決によってトリブス票が決定された。

## 設立までの経緯
紀元前473年、パトリキ（貴族）とプレプス（平民）の抗争が激化し、護民官ゲヌキウスが前年の執政官二人を弾劾したが、裁判の日に死体で発見されるという事件が起こった。これに対して身体不可侵を犯されたことにショックを受けた他の護民官が全くの無力であったため、怒り狂った平民の中で声を上げ、上訴（プロウォカティオ、執政官らの判決に不服がある場合にアピールし、民会で審査しなおす制度）を行ったものがいた。貴族側も怒っていたが、元老院ではひとまず平民との対決を避ける決議がなされた。
翌紀元前472年、上訴したウォレロ・プブリリウスは護民官に選出され、護民官の選出はトリブス民会で行うという法（Lex Publilia Voleronis de plebis magistratibus、平民の政務官に関するウォレロのプブリリウス法）を提案した。それまで護民官の選出は、貴族がクリエンテスを利用して、自分たちに都合のいい候補を選出していたといい、クリア民会で行われていたと思われる。この部分のリウィウスの描写からは、提案はケントゥリア民会で、採決はプレブス民会で行われたとも受け取れるが、このトリブス民会が、平民のみで構成されるプレブス民会のことであろうと考えられ、ラテン語でConcilium Plebisと呼ばれる。

## 実情
その後も土地分配法などを巡って闘争が続くが、その中で紀元前416年頃にクラウディウス氏族の者が、護民官に協力者を得て拒否権でもって対抗する策を打ち出し、その後何度も同僚護民官による拒否権でプレブス民会の決議は覆されている。
リキニウス・セクスティウス法が成立した紀元前4世紀中頃から、元老院の勧告に従って護民官が法案をプレブス民会で決議することが見られはじめ、ノウス・ホモを取り締まるための法も可決された。もちろん平民が自ら発案したものもいくつか決議しているが、ローマで初のプロコンスルとなったプブリリウスのインペリウム延長を決議したのも、元老院の意を受けた護民官の召集するプレブス民会であり、その後も同様の決議がみられる。
紀元前4世紀も末となると、貴族と護民官の争いは減り、平民の中からも政治に深く関わる層が形成され、ノビレスとなっていった。その結果のひとつが、紀元前300年のオグルニウス法で、平民にも神職（神祇官、鳥卜官）が解放された。その後、ノビレスとなった護民官は、平民全体の利害よりも自らの利害のためプレブス民会を利用していったとも考えられている。
元々プレブス民会による決議は、元老院による決議（senatus consultum）もしくは承認（auctoritas patrum）が必要だったと考えられ、そのため護民官は元老院に近づいていったとも思われる。
紀元前339年にクィントゥス・プブリリウス・ピロの法（Lex Publilia Philonis de patrum auctoritate、父たちのアウクトリタスに関するピロのプブリリウス法）が成立し、ケントゥリア民会においてはこれらの元老院による承認を決議前に与えることとなり、また同時にプレブス民会による決議は、全ローマ市民に効力を発揮することとなった。その後、ホルテンシウス法が成立すると、プレブス民会で決議されたことが、元老院による承認なくして法と同様と認められることとなった。
この法を境に、従来はケントゥリア民会で行われていた立法が、より簡単に票決できるプレプス民会で行われるようになったと考えられている。